# Mohammed Zaïdan
 (juin 2009).
Si vous disposez d'ouvrages ou d'articles de référence ou si vous connaissez des sites web de qualité traitant du thème abordé ici, merci de compléter l'article en donnant les références utiles à sa vérifiabilité et en les liant à la section « Notes et références ».
Mohammed Zaïdan (né le 10 décembre 1948 – mort le 8 mars 2004 en Irak), dont le nom de guerre est Abū ‘Abbās (arabe: ابو عباس ) ou Muhammad ‘Abbās, est le fondateur du « nouveau  » Front de libération de la Palestine en 1977.

## Biographie
Son lieu de naissance est incertain. Selon les sources il naît dans le village de Tirat, près de Haïfa ; à Safed, alors en Palestine mandataire, ou bien selon d'autres dans un camp de réfugiés en Syrie, où ses parents auraient fui la guerre civile de 1947-1948.
Il est d'abord proche du Front populaire de libération de la Palestine - Commandement Général (FPLP-CG) d'Ahmed Jibril. Après des désaccords avec Jibril au sujet de l'alliance avec la Syrie, il recrée en avril 1977 le Front de libération de la Palestine.
Il est impliqué dans la crise de Sigonella qui concerne le détournement le 7 octobre 1985 du bateau de croisière Achille Lauro. 
Il est capturé par les forces spéciales américaines à Bagdad en avril 2003, avant de mourir à l'âge de 56 ans le 8 mars 2004 d'une attaque cardiaque, alors qu'il est détenu par les forces américaines.